# Celleporaria bicirrhata
Celleporaria bicirrhata är en mossdjursart som först beskrevs av Ortmann 1890.  Celleporaria bicirrhata ingår i släktet Celleporaria och familjen Lepraliellidae. Inga underarter finns listade i Catalogue of Life.